# Aloe 'Rooikappie'
Aloe 'Rooikappie' é uma espécie de liliopsida do gênero Aloe, pertencente à família Asphodelaceae.